# Boutescure
Le Boutescure est une rivière du sud de la France sous-affluent du Tarn et de la Garonne.

## Géographie
De 15,3 km de longueur, il prend sa source sur la commune de Saint-Jean-Delnous, dans l'Aveyron et se jette dans le Cérou en rive droite sur la commune d'Andouque, dans le Tarn.

## Départements et villes traversées
- Tarn : Padiès, Valence-d'Albigeois, Faussergues, Andouque.
- Aveyron : Saint-Jean-Delnous.

## Principaux affluents
- Ruisseau Bergade, 4,6 km